# Préhistoire de Taïwan
La Préhistoire de Taïwan ne s'achève qu'avec l'arrivée de la Compagnie néerlandaise des Indes orientales en 1624. Elle reste encore peu connue. Les premières traces d'occupation humaine remontent à  30 000–20 000 ans avant le présent, lorsque le détroit de Taïwan était une terre émergée en raison du niveau de la mer très inférieur à ce que l'on connaît aujourd'hui. Ce détroit pouvait alors servir de pont terrestre avec le continent actuel. Il y a environ 5 000 ans, des populations néolithiques de la côte sud-est de la Chine se sont installées sur l'île. On suppose que ces populations parlaient des langues austronésiennes, lesquelles langues se sont dispersées de Taïwan à travers les îles du Pacifique et l'océan Indien. Les actuels aborigènes taïwanais sont considérés comme leurs descendants.

## Contexte géologique et géographique

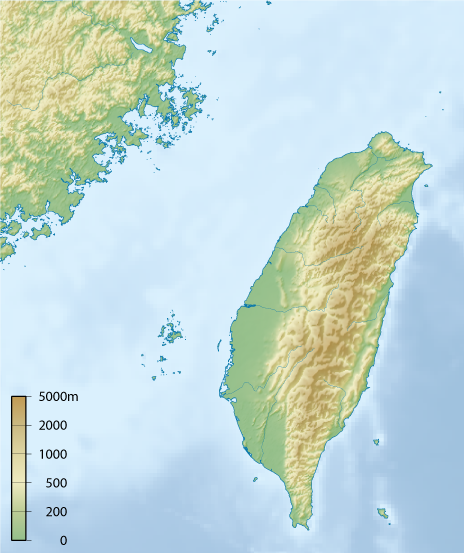
Le relief de Taïwan

Taiwan est séparée du continent par les eaux peu profondes du détroit de Taïwan. Le tropique du Cancer passe par le milieu de l'île, qui fait 377 km. de  long et 142 km. de large, le climat est subtropical à tropical. Le relief y est abrupte, escarpé.
L'île de Taïwan s'est formée il y a environ 4 à 5 millions d'années au cours d'un mouvement complexe de convergence entre la partie continentale de la plaque eurasiatique et la plaque océanique de la mer des Philippines. Cette convergence se poursuit vers le Sud dans la fosse de Manille et l'arc volcanique de Luçon, une chaîne d'îles entre l'île de Luçon aux Philippines et Taïwan, et comprenant deux îles taïwanaises, l'île Verte et Lanyu, l'« île des Orchidées. » Depuis le Nord de l'île cet arc volcanique se poursuit vers l'Est jusqu'à la chaîne d'îles volcaniques des Ryukyu .
L'île est séparée de la côte du Fujian à l'Ouest par le détroit de Taïwan, qui est de 130 km de large en son point le plus étroit. Faisant partie du plateau continental, le détroit n'a pas plus de 100 m de profondeur. Les îles les plus importantes dans le détroit sont les îles Pescadores (îles Penghu) à 45 km de la côte sud-ouest de Taïwan et à 140 km de la terre ferme.
Taïwan est un bloc faillé basculé, avec des chaînes de montagnes escarpées sur toute la longueur de l'île et qui composent quasiment les deux-tiers de l'île, situés côté Est. Ces montagnes ont plus de deux cents sommets ayant une altitude de plus de 3 000 m (9,843 pieds). Le côté ouest de l'île descend vers les plaines côtières fertiles. L'île chevauche le Tropique du Cancer et a un climat subtropical humide. La végétation originelle allait de la forêt tropicale humide dans les basses terres jusqu'à des forêts tempérées, puis une forêt boréale et des plantes alpines plus on progresse en altitude.

## Paléolithique supérieur

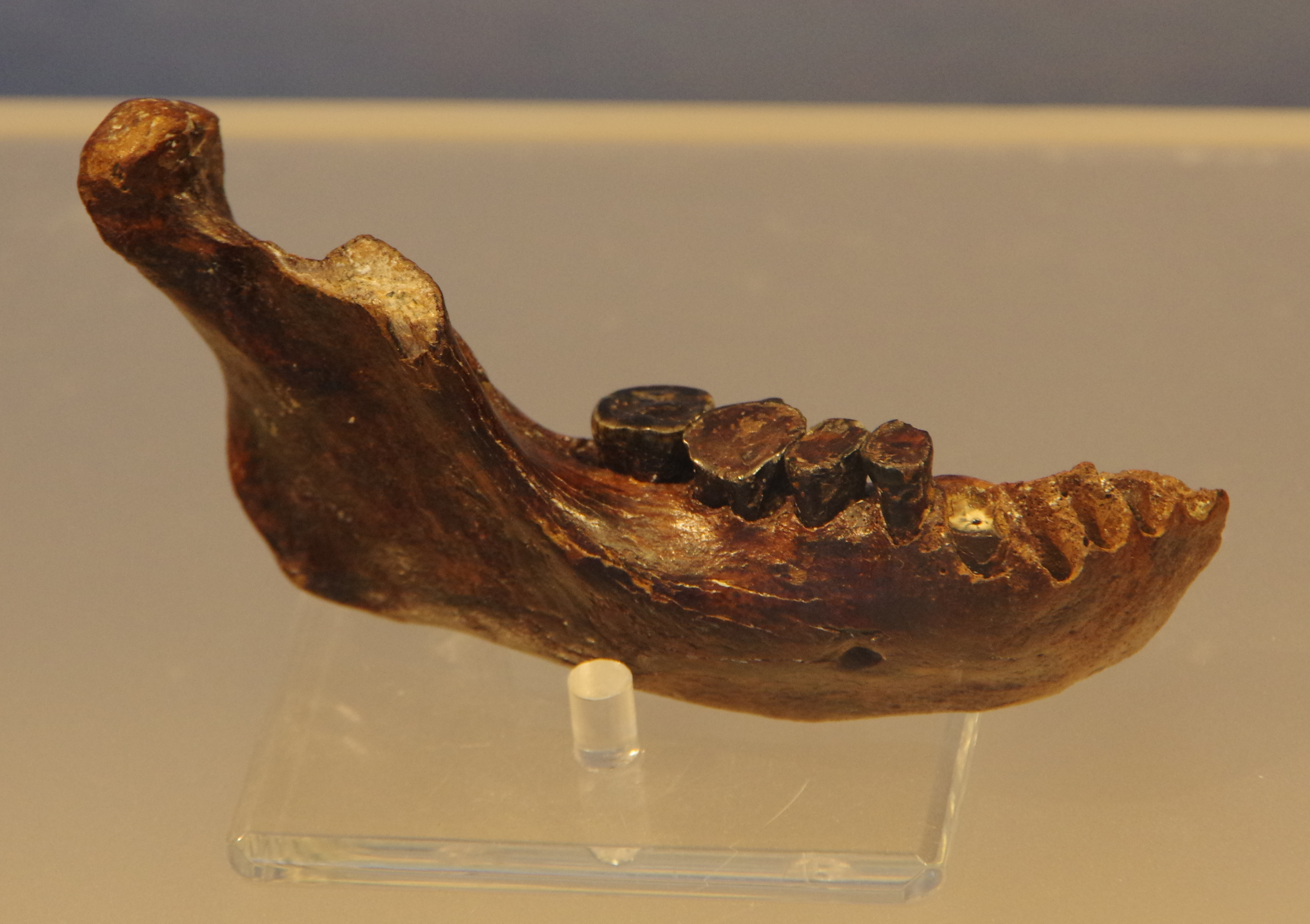
La demi-mandibule Penghu 1 avec ses quatre dents

Au cours de la dernière glaciation du Pléistocène, le niveau de la mer dans la région était d'environ 140–150 m plus bas que de nos jours. En conséquence, le détroit de Taïwan, en raison de sa faible profondeur, était exondé et permettait à la faune du continent et de Taïwan d'y circuler pendant les périodes glaciaires et jusqu'au début de l'Holocène, il y a 11 700 ans. De nombreux fossiles de vertébrés ont été trouvés dans l'espace maritime séparant les iles Penghu de Taïwan, dont une demi-mandibule humaine dénommée Penghu 1, appartenant à une espèce inconnue du genre Homo.
En 1972, les restes fossiles fragmentaires d'hommes modernes ont été trouvés à Chouqu et Gangzilin dans le village de Zuozhen (d'où la dénomination « Homme de Zuozhen »), dans la ville de Tainan et dans des niveaux où les fossiles étaient mis à nu par l'érosion de la rivière Cailiao. Aucun artéfact associé n'a été trouvé sur le site. En comptant tous les sites actuels, les plus anciens restes qui ont été datés par le carbone 14 en 2016 se situent entre 27 000 et 22 000 ans avant le présent.

### La culture de Changbin
Les plus anciens artéfacts se présentent sous la forme de galets aménagés et de lames dans la culture de Changbin (chinois traditionnel : 長濱文化 ; pinyin : chángbīn wénhuà), ou Changpin, culture de Changpinian, dont le site principal est Baxiandong. Ils ont été découverts sur les sites rupestres de la côte sud-est. Le site principal de Baxiandong (八仙洞, bāxiān dòng, « Grotte des Huit immortels »), de cette culture de Changbin a été fouillé en 1968, puis en 2013. Elle est caractérisée par des outils sur galets de provenance locale. La même culture a été découverte sur les sites de O-luan-pi II et Lung-K'eng dans la pointe sud de Taïwan. En 2013 les dates du site de Baxiandong ont donné entre 27 000 et 15 000 ans AEC, ce qui remettrait en cause la date finale de 5000 obtenue par carbone 14, en 1968. Globalement, c'est une culture d'outils sur galet et d'outils sur éclats. L'abondance absolue des outils en pierre sur éclats ressemble fortement à celle des Philippines, ce qui suggère une affinité avec l'Asie du Sud-Est. L'île de Taïwan apparait dès cette époque comme le Nord d'un monde qui s'étend sur les Philippines, jusqu'à l'Indonésie et la Thaïlande, au Sud. Sur le site de Baxiandong les couches les plus anciennes comportent de grands outils de pierre, ce qui suppose la pratique de la chasse et, probablement, de la cueillette. Les couches les plus récentes présentent de petits outils de pierre en quartz, ainsi que des outils en os, en corne et en coquillage, qui serait dû à un changement dans le style de vie avec une pratique de collecte de coquillages et la pêche de poissons.

### Autres cultures du Paléolithique supérieur
À côté de la culture de Changbin, d'autres sites, dont certains sont actuellement datés 6500-5000 AP, comportent des outils sur éclats : Taipei, Miaoli, Taizhong (Taichung), Tainan, Pingdong (Pingtung) - côte Ouest - et Taidong (site archéologique de Beinan à Taïtung) - côte Sud-est ; ils sont identifiés comme « cultures pré-céramique » ou « cultures du Paléolithique supérieur persistant ».
La culture de Wangxing (網形) a été découverte dans le comté de Miaoli au nord-ouest de Taïwan dans les années 1980. L'assemblage se compose d'outils sur éclats, devenant plus petits et plus normalisés dans le temps, et indiquant le passage de la cueillette à la chasse. Selon les dates obtenues en 2007 et 2011 elle aurait duré de 50 000 à 8 000 ans AP. Mais cette culture n'est pas acceptée par tous les archéologues taïwanais.

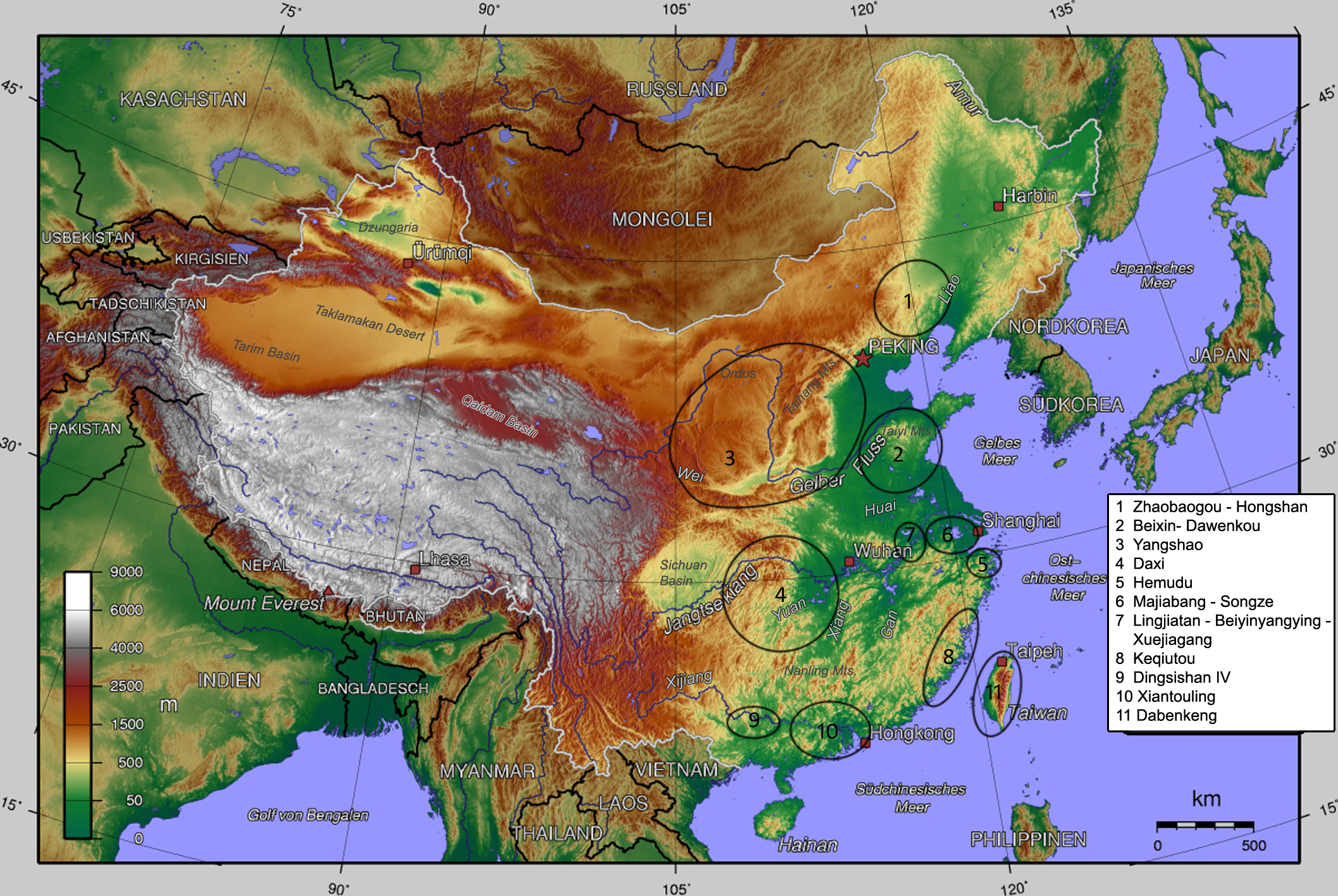
Carte des cultures du Néolithique moyen à l'Ouest et au Nord

## Détérioration climatique globale
La troisième détérioration majeure du climat post-glacial, vers 5 200 cal. BP (cal. av. le présent), 3200-3000 av. n. ère, un épisode froid et sec, correspond à de brusques changements en termes culturels, que ce soit en Mésopotamie (constitution des proto-états) ou en Chine, comme avec le déclin de la culture de Yangshao et l'émergence des cultures de Longshan et de ses conflits. La mousson qui recouvrait tout le cours inférieur du Yangzi vers 6 000 cal. BP régresse vers le Sud, à la hauteur de Taïwan, vers 3 000 cal. BP. Dans cette région du cours inférieur du Yangzi, la culture de Hemudu ancienne a été précédée par les cultures de Xiaohuangshan (v. 7000-6000) et Kuahuqiao (v. 6000-5000).

## Néolithique. Culture de Dapenkeng

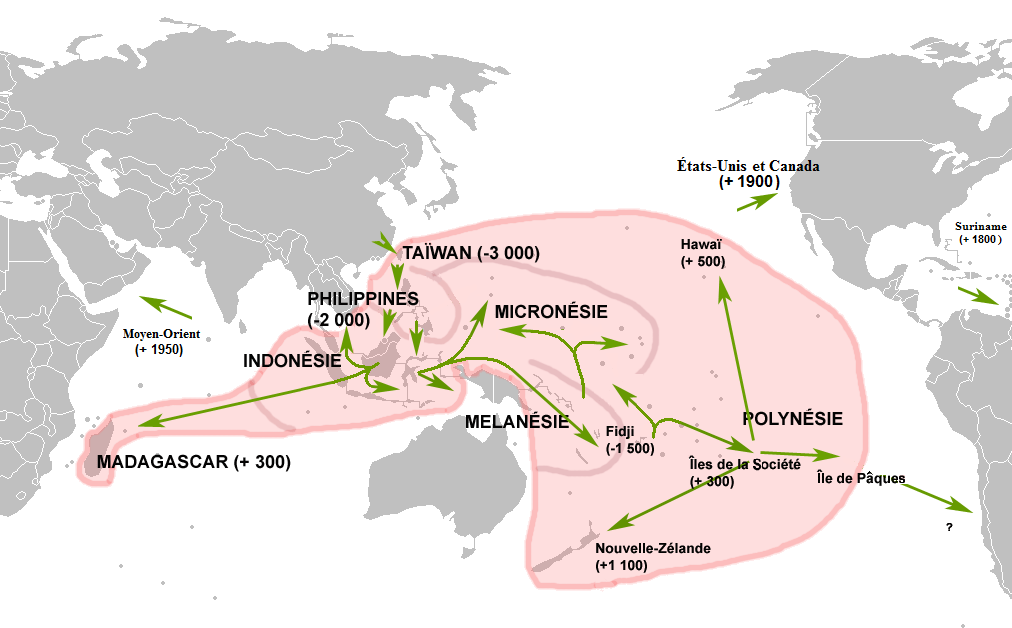
L'expansion des langues austronésiennes et des cultures archéologiques associées. Cette carte, couverte de flèches uni-directionnelles, repose sur des publications de 1995-1996[18]. Elle semble ne pas refléter l'actualité de la recherche en 2017-19.
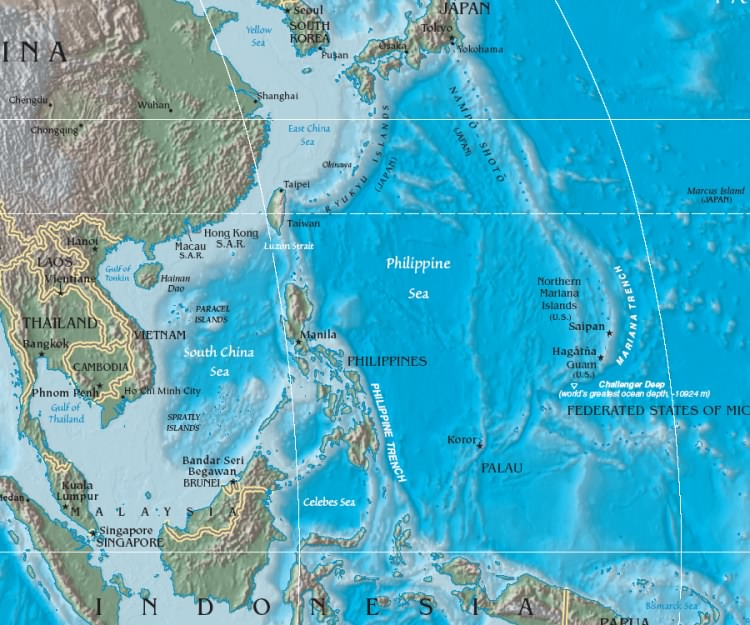
Situation de Taïwan dans son contexte régional, (cartes des courants marins / déplacements[19] :)

Entre 4500 et 2200 avant notre ère, la culture de Dapenkeng (site éponyme dans le comté de Taipei au nord-ouest) et la culture de Fengbitou (au sud-ouest) apparaissent soudainement et se propagent rapidement tout autour de l'île, sur la côte et sur les îles Pescadores. Cette période recouvre la période considérée comme étant celle de l'expansion des langues austronésiennes, qui aurait débuté autour de 3500 avant notre ère, et que l'on situait comme venant du continent vers Taïwan, en 2013. La dispersion des langues austronésiennes fait partie d'un ensemble relevant d'une "colonisation" néolithique, avec l'apport de la technologie de la céramique, la domestication du porc, du chien et du poulet que l'on peut clairement constater dans l'archipel Bismarck (N-E de la Nouvelle-Guinée) avec la culture Lapita, laquelle serait apparue vers 3300 AEC sous forme d'innovations, d'origine externe, et d'intégrations qui supposent des échanges mutuels. Il apparait que les premiers austronésiens à quitter le sud de Taïwan atteignent le nord des Philippines autour de 2000 AEC.

### Néolithique ancien
Les sites Dapenkeng sont relativement homogènes, caractérisés, au cours du Néolithique ancien par la céramique grossière à décor cordé, et des cailloux percés, ayant jusqu'à 20 cm de diamètre, qui ont été probablement utilisés comme lests de filets de pêche, la ressource principale étant la pêche côtière. Les habitants pratiquaient la chasse, mais étaient également fortement tributaires des coquillages marins et autres fruits de mer, en fonction des saisons.
Une étude comparative des céramiques des deux côtés du détroit laisse penser que des cultures du continent comme celles de Xianrendong, Zengpiyen, Liyuzhui et Baozhitou, dont les séquences archéologiques datent d’avant 5 000 ans AEC à Xianrendong, et dès 8 700 AEC à Baozitou (Baozhitou), pourraient être indicateurs de foyers précurseurs de la culture de Dapenkeng.
La plupart des chercheurs sont persuadés que cette culture ne proviendrait pas de la culture de Changbin, mais proviendrait d'une migration à travers le détroit par les ancêtres des actuels aborigènes taïwanais, locuteurs des anciennes langues austronésiennes. Ces habitants des côtes du sud-est et des îles côtières étaient essentiellement des pêcheurs, habitués à la navigation et à la pêche en haute mer. Dans ce contexte, le travail des fibres nécessaires pour les filets suppose aussi soit une forme d'horticulture, soit une exploitation judicieuse des ressources végétales locales. Les habitants auraient adapté leurs stratégies de subsistance à ce milieu côtier.
Agriculture : il n'est pas encore question de production de riz, qui n'apparait qu'au Dapenkeng final, et avec le millet. D'autres aliments, comme le sagou, à base de palmiers, ainsi que ceux consommés à cette époque dans le sud de la Chine, ont pu être utilisés par des migrants, tous pêcheurs, en provenance de cette Chine du Sud. Ces végétaux ont d'ailleurs pu être cultivés. On peut remarquer que le sagou est l'aliment de base des Papous en Papouasie-Nouvelle-Guinée. C'est également l'alimentation de base des Punans (les derniers nomades du Sarawak, dans la jungle de l'île de Bornéo) et des Mentawais (Sumatra occidental, en Indonésie), tous locuteurs de langues austronésiennes.
Une étude génétique en 2020 retraçant la formation génomique des populations humaines en Asie de l'Est montre que les populations anciennes de Taïwan sont proches génétiquement des anciennes populations de la culture Lapita. Elles partagent également beaucoup d'allèles avec les populations du sud de la Chine de langues taï-kadaï. Ces résultats renforcent l'hypothèse selon laquelle des populations de langue taï-kadaï sont à l'origine de l'arrivée de l'agriculture dans l'île il y a près de 5 000 ans.

#### Les langues austronésiennes: migrations et échanges à double sens
Au cours du millénaire suivant, ces technologies sont apparues sur la côte nord de l'île philippine de Luçon (à 250 km au sud de Taïwan), où elles ont été adoptées par la population locale (et vraisemblablement les langues austronésiennes aussi). Cette migration, appelée Out of Taïwan (« sortie de Taïwan »), qui a commencé vers 2500 av.J.-C., a créé une branche des langues austronésiennes, les langues malayo-polynésiennes, qui se sont dispersées au sein de langues proto-malayo polynésiennes, sur une vaste zone allant de Madagascar à Hawaï, et de l'île de Pâques à la Nouvelle-Zélande. Toutes les autres premières branches austronésiennes ne se trouvent que sur Taïwan, lieu originel de cette famille de langues.
Selon Peter Bellwood (2017), le fait que les locuteurs actuels de langues austronésiennes des îles du sud-est asiatique (Taïwan, Philippines, Ouest et Centre de l'Indonésie) sont très divers en termes biologiques, génétiques, n'oblige pas à rejeter ce qui ressemble à une migration assez importante de locuteurs d'un Austronésien moins mélangé, venue de Taïwan entre 3000 et 1000 AEC. L'image actuelle étant le résultat de très nombreux mélanges, depuis l'arrivée des premiers Homo Sapiens et la longue présence autralo-papoue (ou autralo-mélanésienne), avec des apports récents d'Indiens, Moyen-Orientaux, Chinois et Européens au cours des deux derniers millénaires.

#### Les populations de culture Dapenkeng
Les populations de culture Dapenkeng se sont différenciées selon les sites.
- La culture de Fengpitou (鳳 鼻頭) (1500-0 av.n. ère), ou Fengbitou (鳳鼻頭遺址, Fèngbítóu Yízhǐ, site éponyme au sud-ouest de l'île)[34] en est une, caractérisée par une céramique rouge au fin décor cordé, a été découverte dans les îles Penghu et dans les parties centrales et méridionales de la côte ouest de l'île de Taïwan ; une culture à la céramique semblable occupait les zones côtières orientales.

### Néolithique moyen
Le Néolithique moyen, 2500-1500 AEC, est caractérisé par la « Culture de la céramique fine à décor cordé » et un grand nombre de variantes tout autour de l'île. Cette évolution qui était autrefois considérée comme d'origine continentale, associée à la culture de Longshan, est considérée généralement comme le produit d'une évolution locale interne à la culture de Dapenkeng.
Des sites du Dapenkeng final, 2600-2200 AEC, ont livré des restes de riz et de millet.

La culture du riz, initialement sauvage, ne s'est développée qu'après 2000 en Chine du Sud. Et sa culture s'est alors répandue dans cette région, ponctuellement, sur les côtes face à Taïwan. En complément de leur régime tourné vers la côte, les Taïwanais ont donc pu développer la culture du riz dans les plaines alluviales, mais alors qu'il ne s'agissait plus de la culture de Dapenkeng, en 2000 AEC et après. La Culture de la céramique fine à décor cordé, du Néolithique moyen, se caractérise par la culture des plantes à une échelle assez intensive en tant que source principale de subsistance ; des habitats dispersés et dont la densité de population est élevée ; un outillage lithique diversifié (des ciseaux à bois [(en) adzes] rectangulaires, pointes de flèches, outils en schiste, couteaux de pierre en forme de demi-lune ou rectangulaires, objets en jade et serpentine ...) ; l'usage courant d'objets en os et en coquillage ; enfin la céramique, elle-même présente des caractères multiples, parmi lesquels : l'usage du tour de potier, deux décors principaux, l'empreinte et l'incision-gravure, le modelage, des ding à trois pieds, des dou sur piédestal à ouvertures découpées, des décors peints, une poterie noire fine et lustrée, des impressions de nattes, de filets et de cordes.
Des indices de déplacement semblent amener des populations, qui étaient au départ groupées sur les côtes, vers l'intérieur des terres en choisissant des bords de cours d'eau. L'étude de divers sites de la culture de Niuchouzi, au Sud, suggèrent que ces sociétés sont essentiellement égalitaires. Par ailleurs, la présence, à Taïwan, d'outils en basalte à olivines originaires des Pescadores est un indicateur des relations qui existaient entre ces deux régions.

### Néolithique final
Les cultures se diversifient entre -1500 et le début de l'ère commune. Un grand nombre d'entre elles dérivent de la culture précédente. Au Nord, certaines d'entre elles présentent manifestement des éléments d'origine étrangère, comme la céramique noire à décor peint, les premiers objets en bronze, des haches à épaulement, probablement venues du sud-est de la Chine. Par ailleurs, la culture de Qilin, une expression culturelle associée à des structures mégalithiques, reste une énigme faute d'études conséquentes.
De nombreuses cultures locales sont identifiées: Yingpu au centre, Wanshan au nord-est, Peinan au sud-est et Qilin au centre-est de Taïwan. Les vestiges culturels varient davantage entre ces cultures en ce qui concerne les types et les décorations des poteries, les objets de cérémonie en pierre, la technologie très sophistiquée du jade et les mégalithes. Non seulement des pratiques rituelles sont apparues, mais une société hiérarchique a également émergé, révélée par la nature des dépôts funéraires.

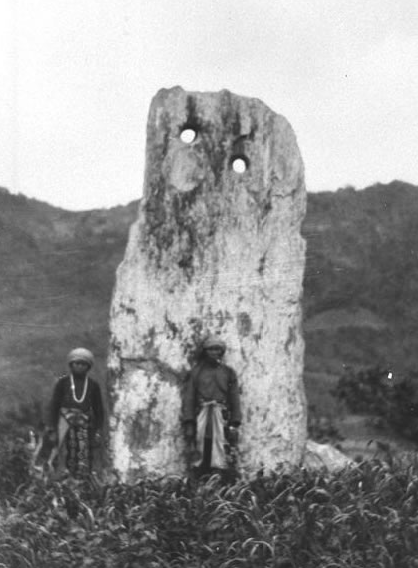
Monolithe de la culture de Beinan (aka Puyuma Culture), 1500-800 AEC. Ancien site du Beinan Cultural Park. Taïtung

Les cultures de la fin du Néolithique

Elles se sont différenciés en formant, entre autres :
- La culture de Zhiwuyuan au Nord
- les cultures Niumatou, v. 2500-1500 av.n. ère (AEC) et Yingpu, v. 1500 av. - 500 de notre ère (EC)[43]) dans le centre de Taïwan,
- les cultures de Niuchouzi (牛稠子) (2700-1500 AEC) et Dahu (v. 1500-0) dans le Sud-ouest,
- la culture de Beinan (Peinan) dans le Sud-est (1500-800 AEC)[44]
- la culture de Qilin (麒麟) (Chilin) sur la côte Est, au centre.
- La culture de Yuanshan  (圓山) (1300 av. - 300 EC) dans le Nord, qui ne semble pas être étroitement liée aux précédentes, avec des herminettes sectionnées, des herminettes à épaulement de pierre et une céramique sans impression cordée. Certains chercheurs suggèrent qu'elle représente une autre vague d'immigration en provenance de la partie continentale, mais aucune culture similaire n'est connue qui aurait pu être partie du continent[45].

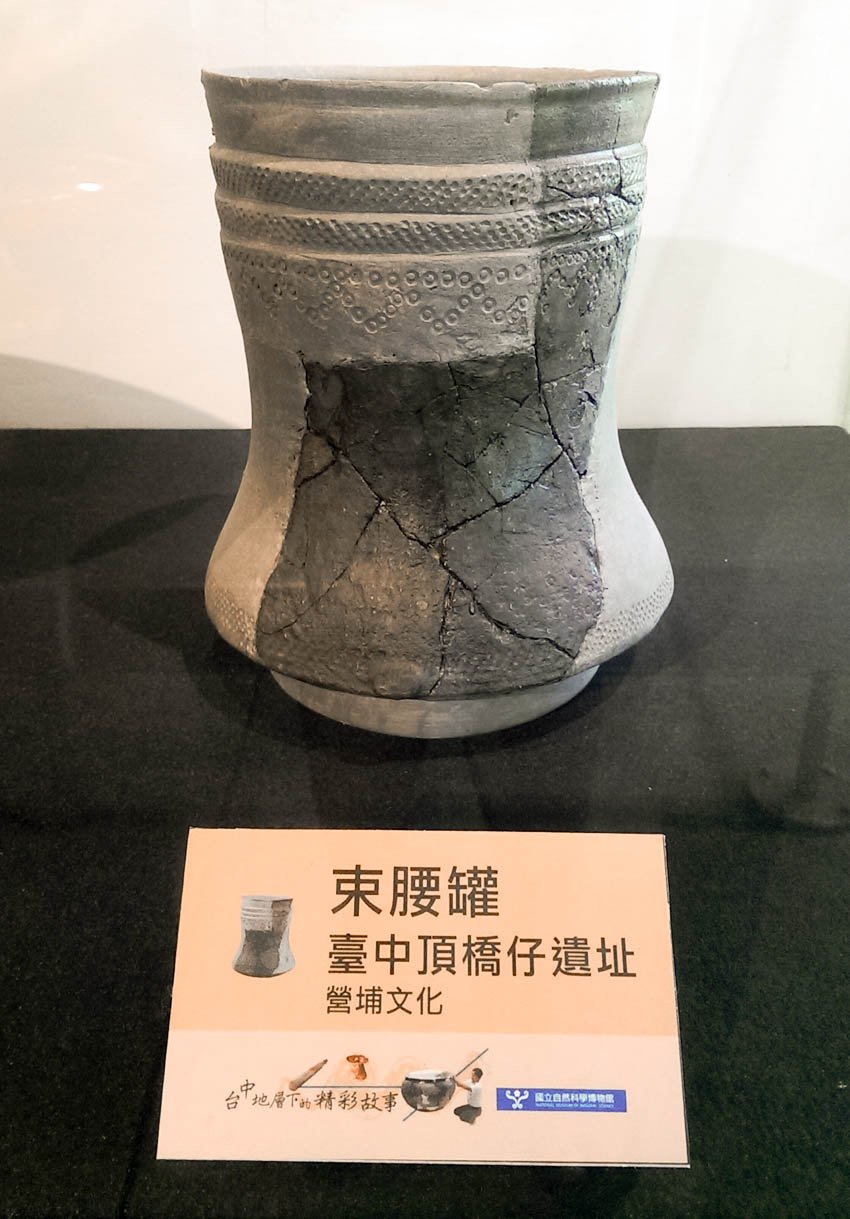
Céramique à décor estampé. Site de Niumatou, v. 2500-1500 AEC. Bassin de Taichung. Culture de Yingpu (?) National Chung Hsing University (en)

## Âge du fer
Les artefacts de fer et autres métaux sont apparus sur Taïwan vers le début de l'ère commune. Au début, ceux-ci étaient des objets de commerce, mais à partir des environs de 400 de notre ère le fer forgé était produit localement à l'aide d'un four à loupes, une technologie qui a peut-être été mise au point à partir des Philippines.
La culture de Shisanhang (SSH), répartie le long de la côte nord de Taïwan, est bien représentative de l'âge du fer. La fonte du fer se retrouve dans de grands ateliers mais aussi avec certaines habitations. On a découvert sur ce site, peu éloigné des eaux du détroit de Taïwan, les traces d'installations comportant des puits, des fours à céramique et d'autres pour le fer. Le travail de la pierre prend des formes diverses. Certaines sont mises en forme par usure ou polissage : ce sont des pierres à affûter, et plusieurs fusaïoles pour filer certaines fibres locales, des poids pour lester les filets de pêcheurs et des supports pour maintenir le plat à cuire à distance des flammes, enfin des pierres mises en forme de sphères aplaties et présentant une « cupule » produite, soit par l'écrasement de roches mises en poudre, soit par le battage des clous ((en) : nails) ou plus généralement pour avoir servi d'outil de forge. On y a découvert des pièces chinoises de bronze, obtenues probablement, par le commerce. Mais les pièces étaient détournées de leur fonction initiale et servaient de bijoux, percées près du bord, elles devaient être suspendues. Des couteaux à lame de fer il ne reste que les manches de bronze. Leurs motifs n'ont encore jamais été retrouvés ailleurs, mais on en ignore l'origine, on n'est pas assuré qu'ils ont été produits sur place. Des manches similaires ont été transmis jusqu'à l'époque moderne par les ancêtres des Paiwans. La population de Shisanhang a pu acquérir aussi des petits objets d'or et d'argent, ainsi que des perles de verre provenant de Chine et du Sud-est asiatique,.

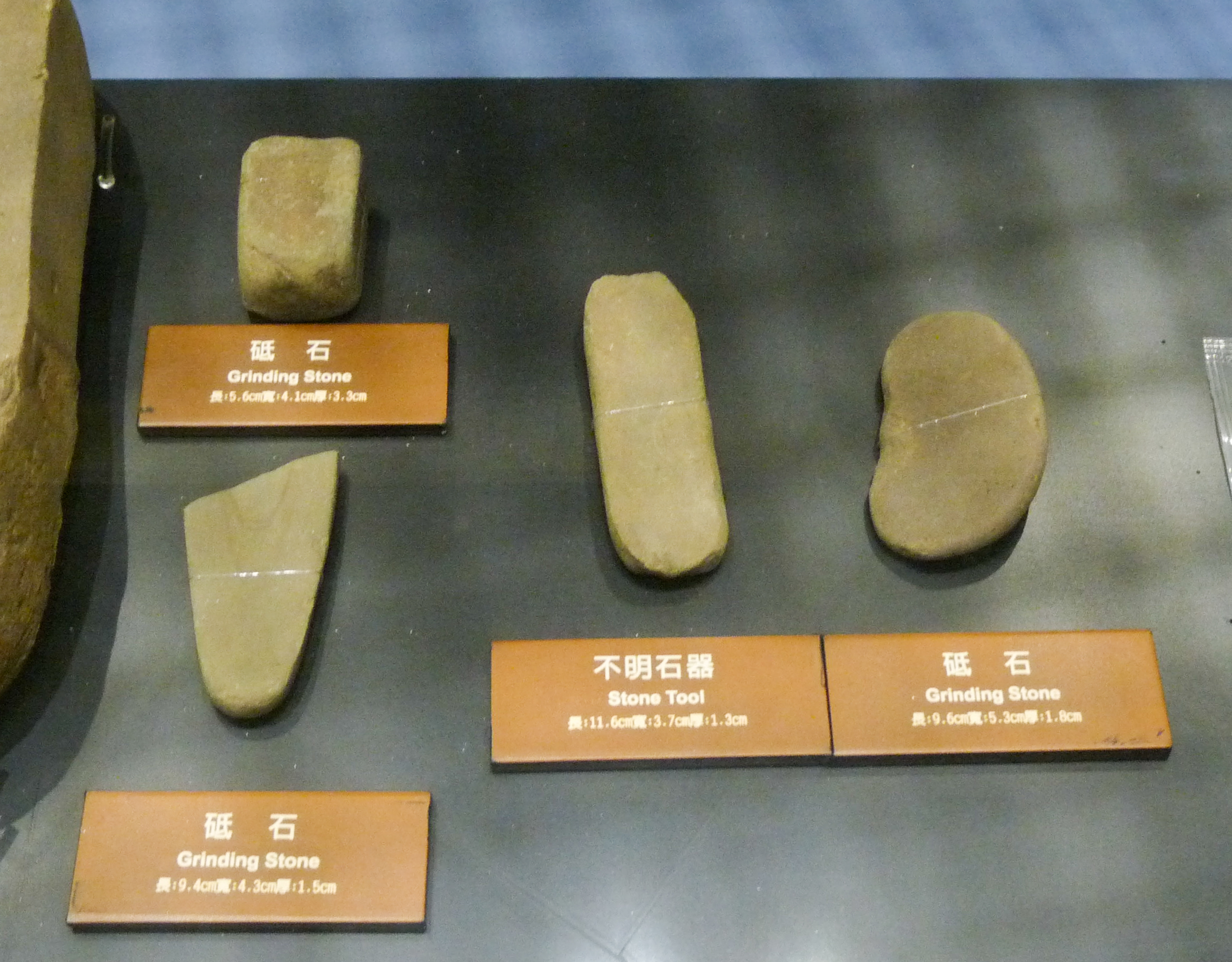
Pierres polies, dont plusieurs meules. Âge du fer, IIe – Ve siècle env.. Shisanhang Museum of Archaeology. Bali (New Taipei). N-O de Taïwan
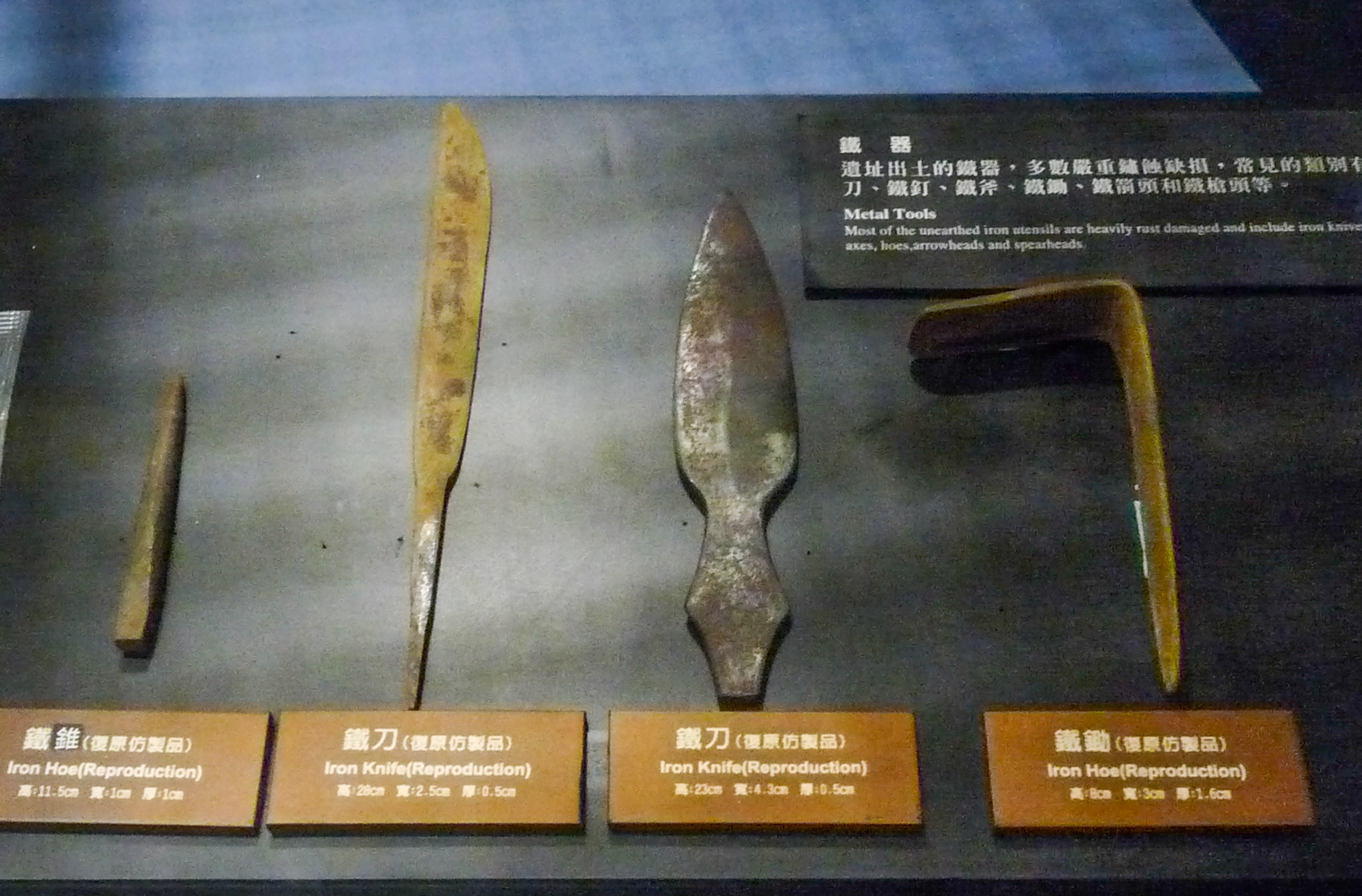
Outils en fer : deux modèles de houe et deux couteaux. Âge du fer, IIe – Ve siècle env.. SSH Museum of Archaeology. Bali, New Taipei City.
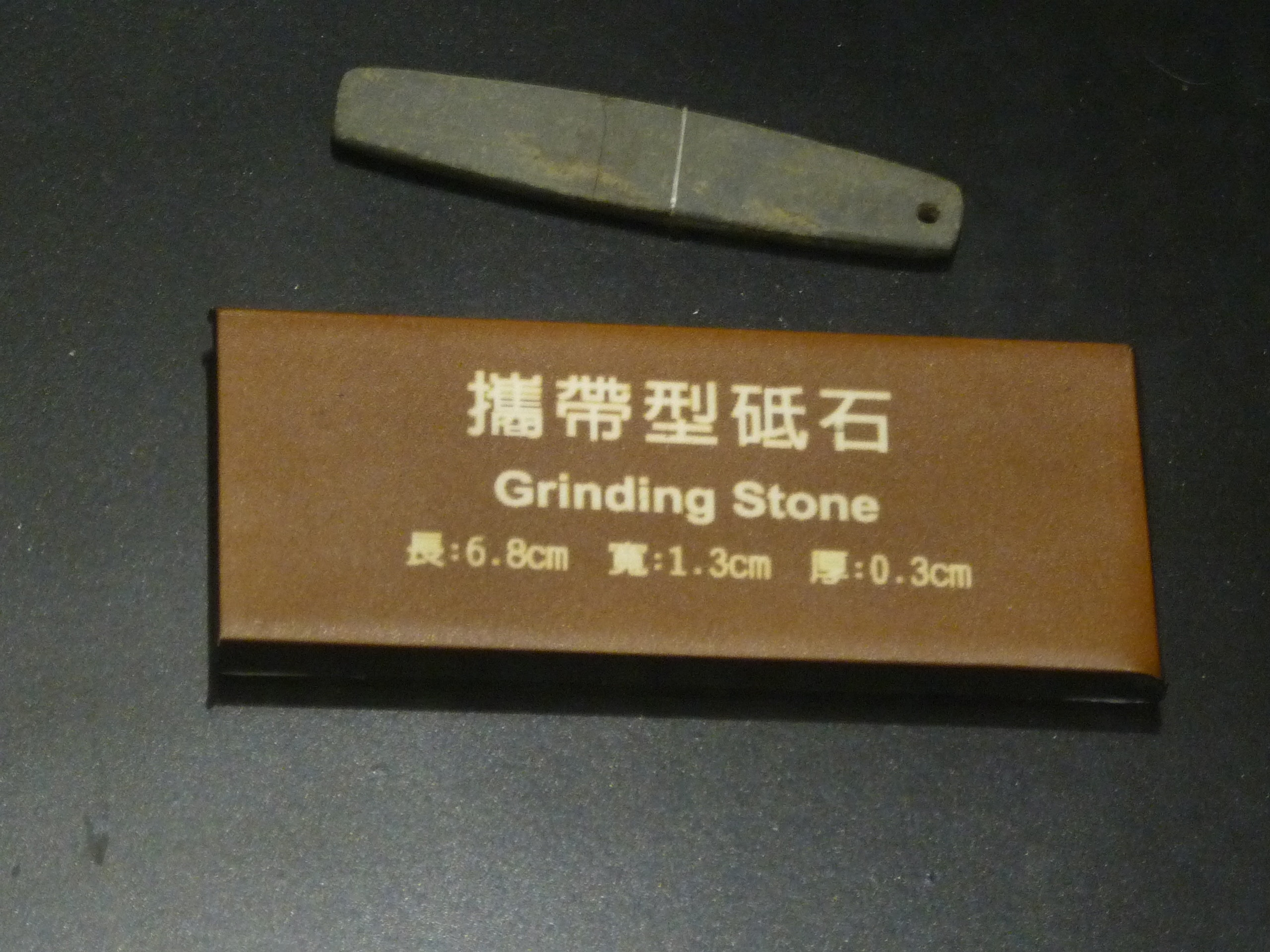
Pierre à affûter pouvant être portée, suspendue par une corde (autour du cou ?). 6,8 × 1,3 × 0,3 cm. IIe – Ve siècle env. Shisanhang Museum
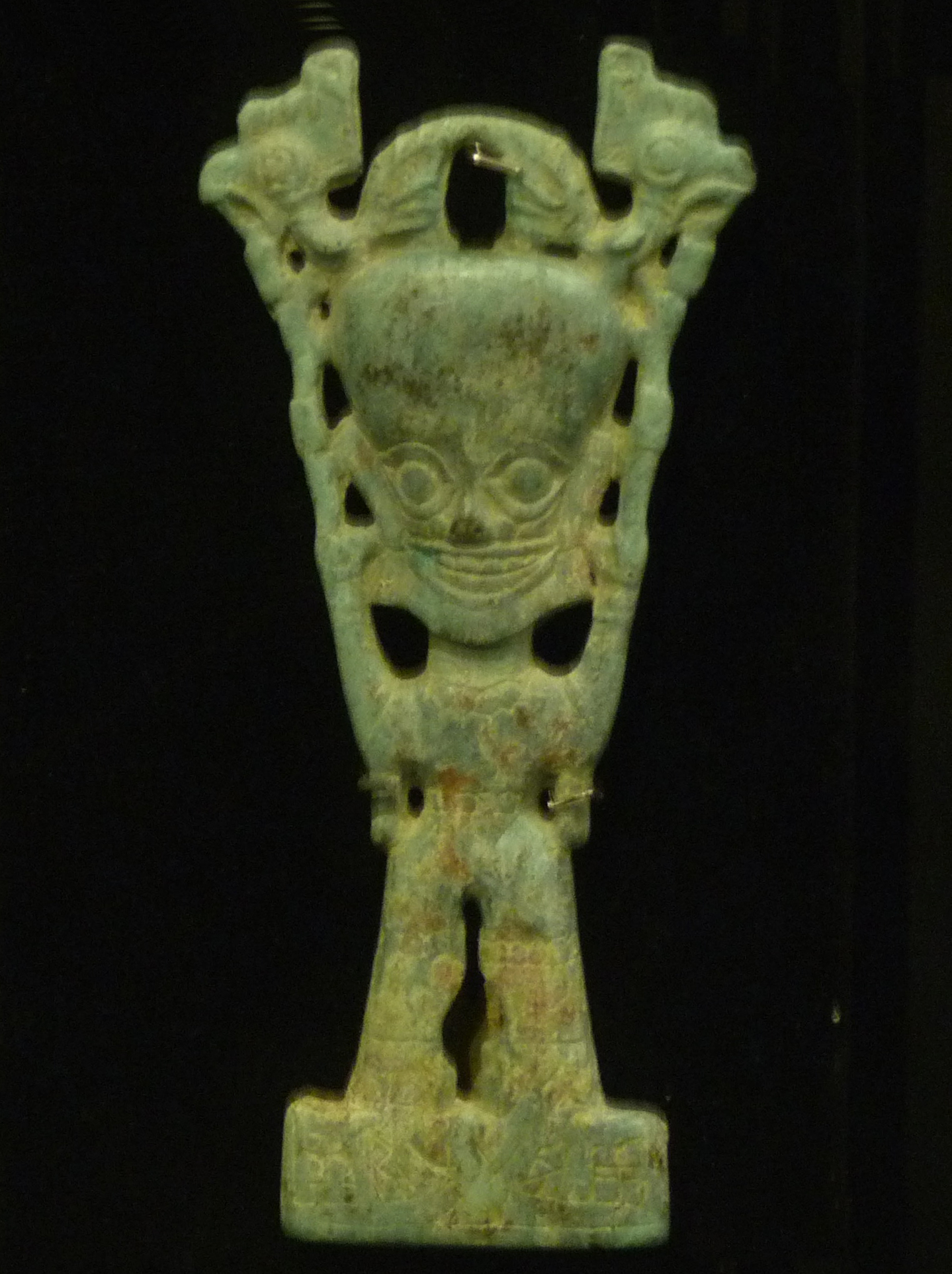
Poignée de couteau en bronze. Lame : fer, IIe – Ve siècle env. H. 8 cm. env[50]. Shisanhang SSH Museum
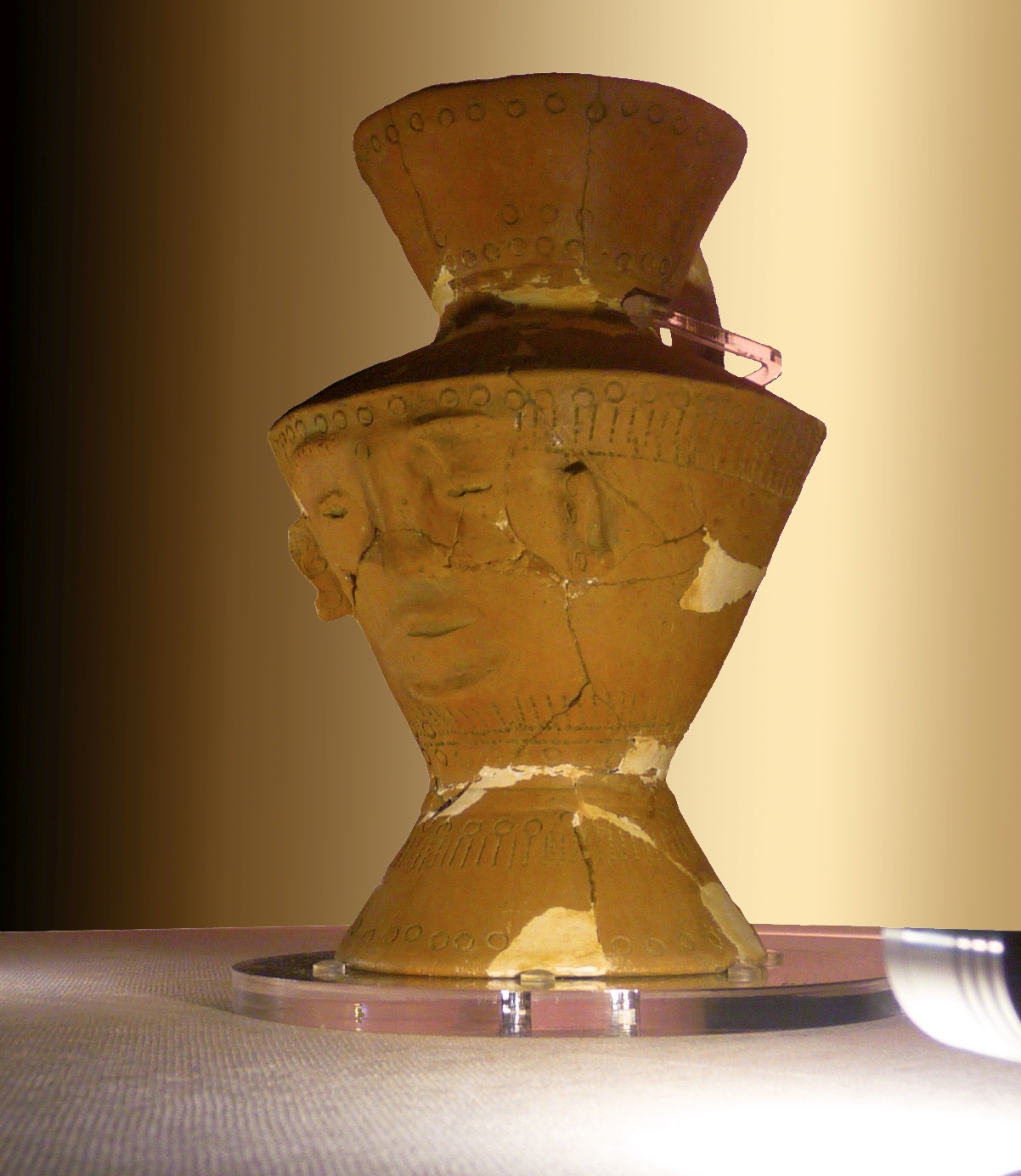
Jarre anthropomorphe. Terre cuite brun-rouge, estampée et modelée, IIe – Ve siècle. H. 20 cm env[51].Shisanhang Museum
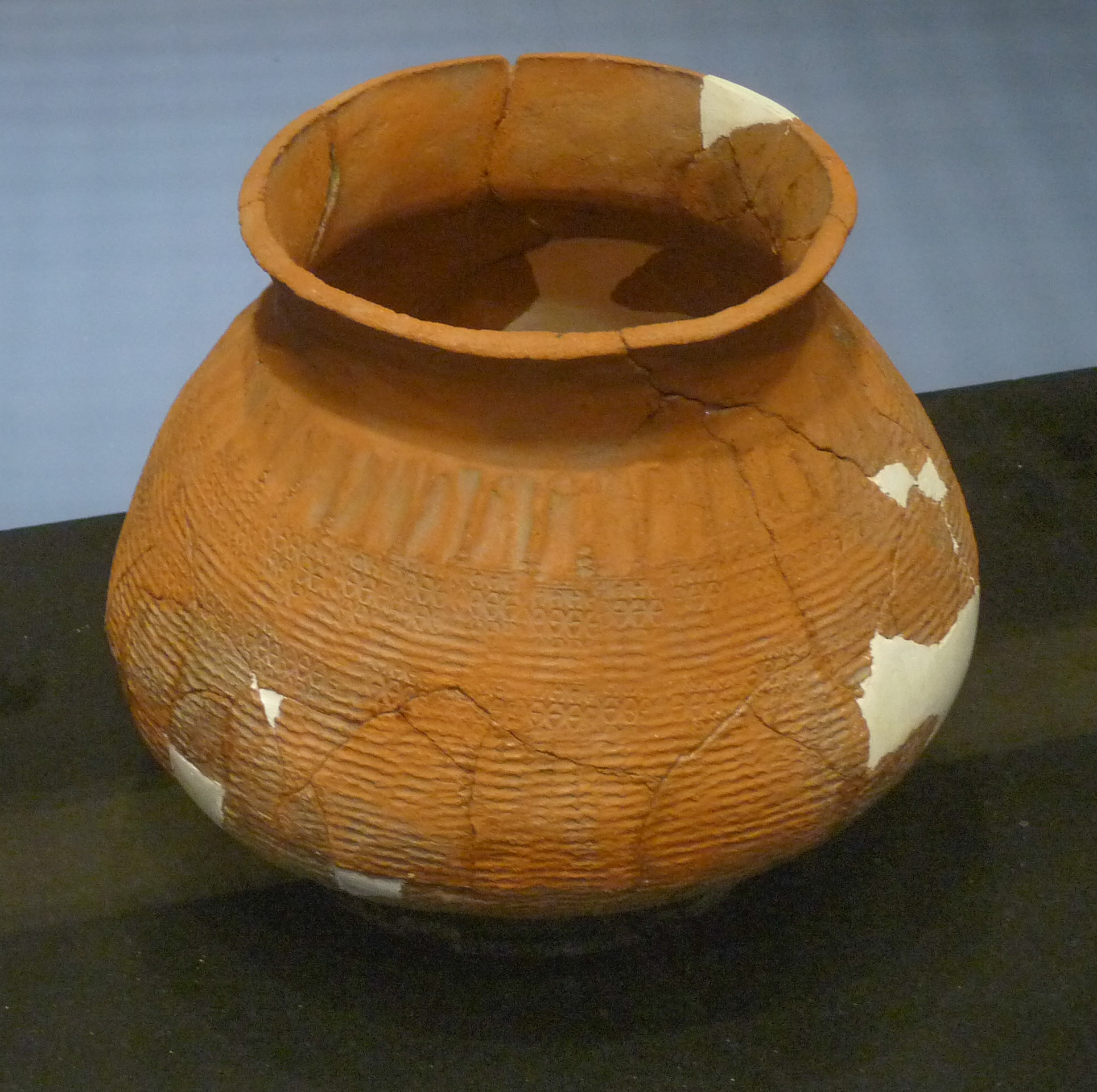
Pot à décor par impression. H. 19 cm. L. 22,5 cm. Site de Shisanghan. Âge du fer, IIe – Ve siècle env.
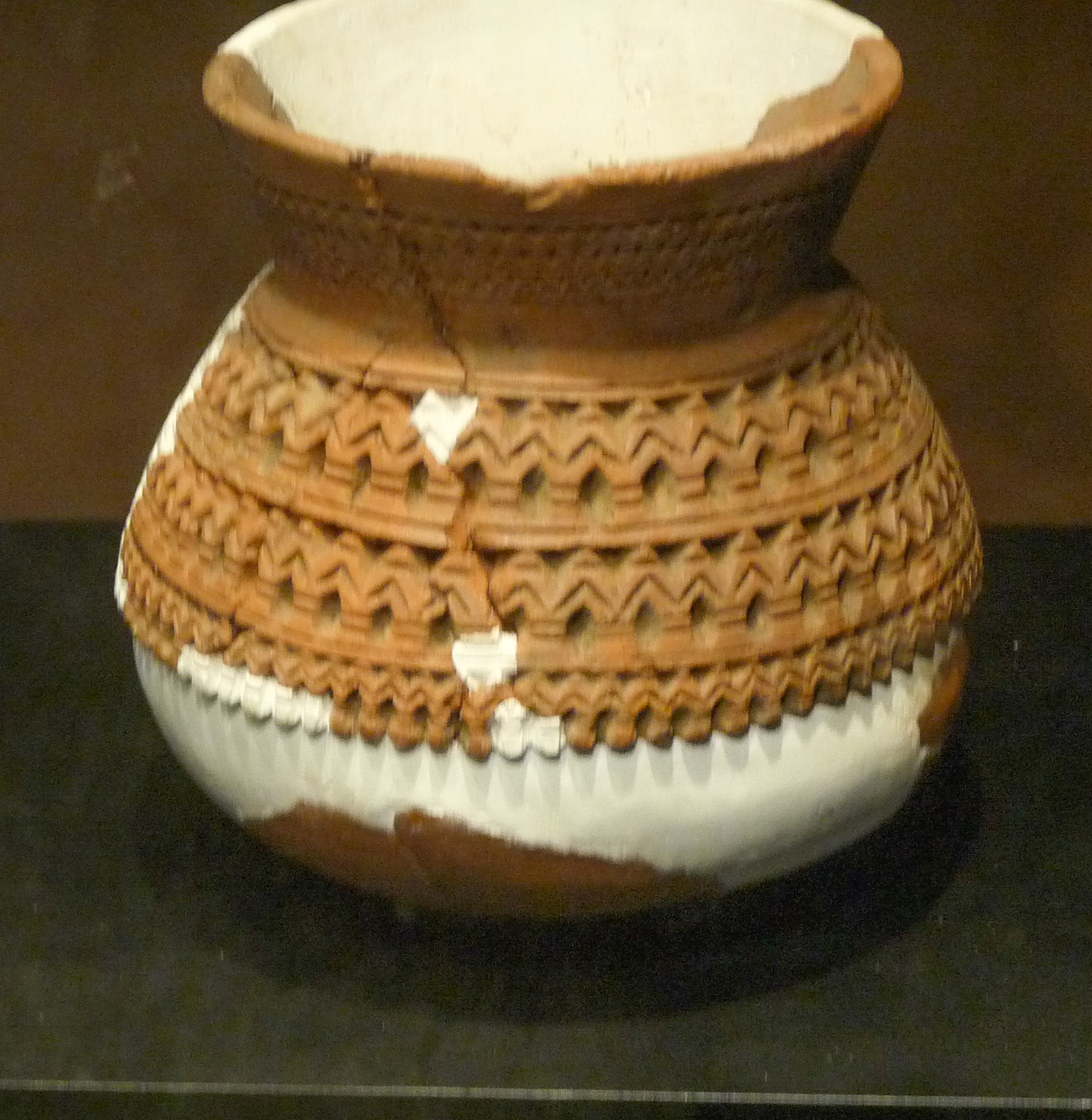
Pot à décor gravé. Site de Shisanghan. H. 10,2 cm. L. 10,8 cm. Site de Shisanghan. Âge du fer, IIe – Ve siècle env.

Des cultures bien distinctes les unes des autres et datant de l'âge du fer ont été identifiées dans différentes parties de l'île : 

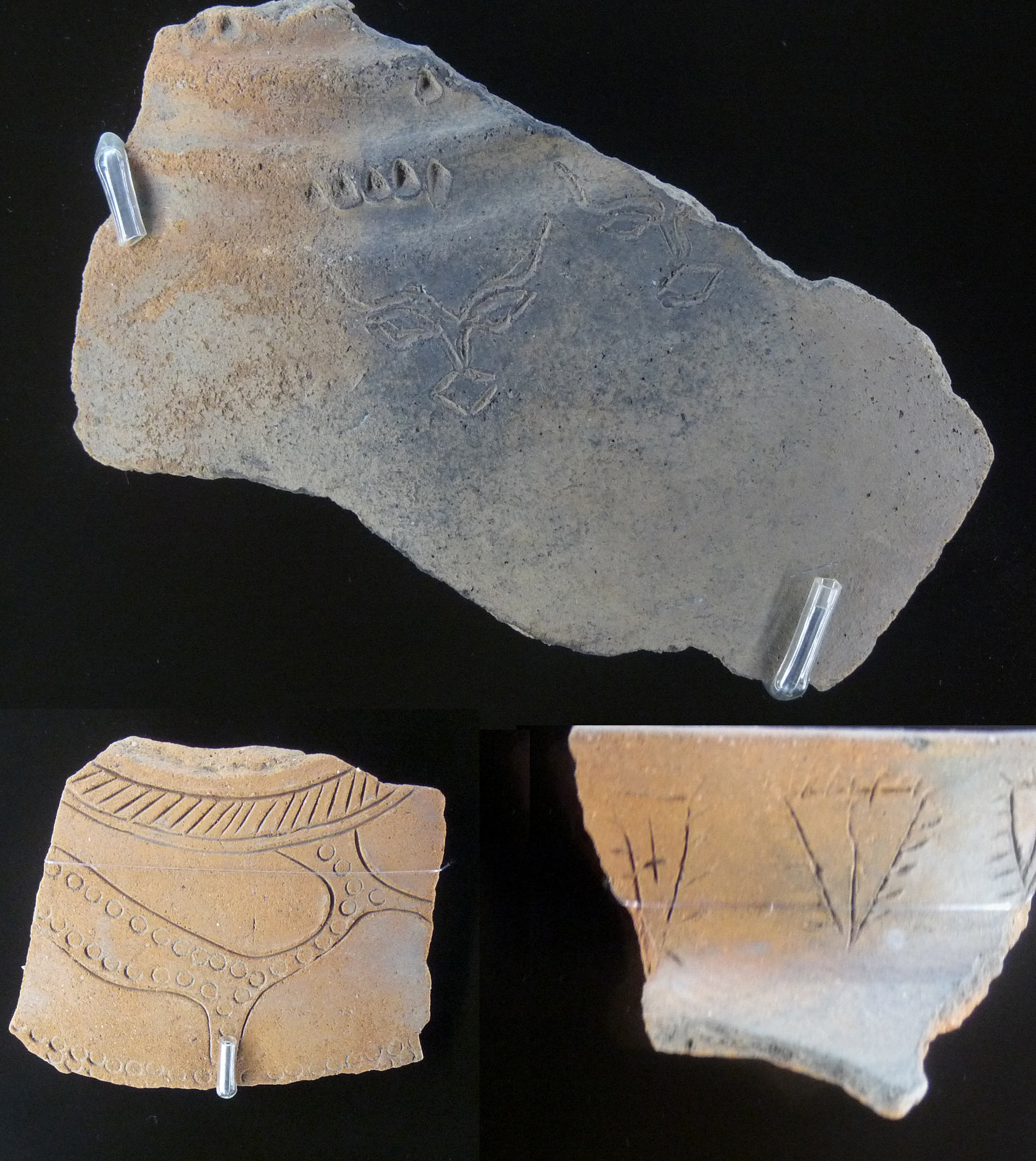
Fragments de poterie, décor figuratif gravé, incisé, avec impressions. Site de Shisanghang. Âge du fer,

- la culture de Shisanhang (十三行文化), v. 200-1500 de notre ère, dans le Nord,
- la culture de Fanzaiyuan (番仔園) (番仔園文化), v. 0-1600, dans le Nord-ouest,
- la culture de Daqiuyuan (大邱園) (大邱園文化), v. 0-1000, dans les collines du sud-ouest, vers Nantou,
- la culture de Kanding dans le Centre - ouest ,
- la culture de Niaosung (蔦松文化), v. 400-1500, dans le Sud-ouest,
- la culture de Guishan (龜山) (龜山文化), v. 400-700, à la pointe sud de l'île,
- la culture de Jingpu (靜浦) (靜浦文化), v. 500-1800, sur la côte Est[43].

Cependant il est difficile d'établir des liens directs entre ces cultures et les groupes aborigènes actuels..

## Les populations autochtones et les autres jusqu'à l'époque actuelle
Les premiers produits commercialisés en provenance de Chine qui ont été trouvés sur l'île datent de la dynastie Tang (618-907). Les premiers contacts avec les Européens ont lieu en 1542 avec un vaisseau portugais. Les Portugais ne font aucune tentative de colonisation. Seul le Japon s’intéresse à Taïwan à la fin du XVIe siècle et début XVIIe siècle. Toyotomi Hideyoshi premièrement en 1593 puis le Shogunat Tokugawa essayent par deux fois de mener des expéditions vers Taïwan en 1609 et 1616, ces expéditions sont des échecs dus à la résistance des aborigènes. Les Hollandais, cherchant à établir un poste avancé pour commercer avec la Chine et le Japon et ainsi mettre fin au monopole qu’entretiennent Portugais et Espagnols, établissent une base dans les îles Pescadores en 1622. La colonisation hollandaise aura un certain impact sur les populations aborigènes qui vécurent à leur contact, surtout dans le Sud-Ouest et notamment sur les Siraya. Comme les aborigènes ne veulent pas travailler au service des Hollandais ceux-ci importent leur main-d'œuvre du continent. Ils vont ainsi exploiter, et surexploiter jusqu'à l'extinction les daims qui abondent sur l'île, pour la peau. L’arrivée de Koxinga et des Chinois aura encore plus d’impact sur la vie des populations aborigènes.
En avril 1661 une flotte menée par Zheng Chenggong (Koxinga), un loyaliste (ou opportuniste) Ming, débarque sur l’île de Taïwan avec 25 000 hommes pour en expulser les Hollandais, en faire une base arrière et ainsi repartir à la reconquête de la Chine et en chasser les Mandchous. Après neuf mois de siège en 1662, les Hollandais capitulent et quittent Taïwan. Koxinga meurt 4 mois après, le 23 juin 1662, et son fils Zheng Jing lui succède. Les Zheng incitent à la mise en valeur des terres : Zheng Jing (鄭經) continuera la politique de son père de défrichement des terres. Le gouvernement établi par les Zheng est extrêmement dur et très militarisé et de lourdes taxes sont imposées, la mainmise sur la population chinoise est totale. Cette dernière ne se révolte pas, seuls les aborigènes se révoltent à quelques reprises. La migration de population chinoise continue malgré l’interdiction faite par les Mandchous, et cette population d'hommes va créer une société mixte avec leurs femmes aborigènes. En juin 1683, les Qing envoient une force militaire contre les Zheng, leur victoire est rapide. Cette expédition n’avait pas pour but de coloniser ou d’annexer Taïwan mais de faire chuter la dynastie des Zheng. Malgré les interdictions, la migration ne cesse jamais et les migrants, en grande majorité des hommes seuls, continuent à traverser le détroit dans l’espoir d’une vie meilleure. Le gouvernement d'occupation chinois tenta de pratiquer une politique spécifique à l'égard des aborigènes. En effet, l’arrivée de plus en plus nombreuse de population chinoise met de plus en plus de pression sur les populations autochtones qui doivent migrer ou s’assimiler. Le gouvernement met d'abord en place un système de location des terres aborigènes par les paysans chinois qui finissent néanmoins par entrer en conflit avec les « aborigènes des montagnes ». En 1739 il est interdit aux Chinois de traverser une « frontière », située entre eux deux. Cette interdiction est maintenue jusqu’en 1875. Le 12 octobre 1885 Taïwan devient une province chinoise et Liu Mingchuan (劉銘傳) le premier gouverneur de Taïwan. Par la signature du traité de Shimonoseki qui met fin à la guerre sino-japonaise de 1894-1895, la dynastie Qing cède l'île au Japon. Les autochtones sont alors soumis à la politique d'intégration japonaise qui fait le tri parmi les traditions encore en vie. Le 2 septembre 1945 c'est la capitulation japonaise, et le 25 octobre le Parti nationaliste chinois (Kuomintang, ou KMT) obtient la possession de l'île : une nouvelle période pour les autochtones.

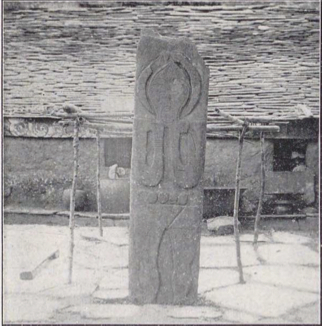
Bas-relief Rukai. Photographie ves1912.
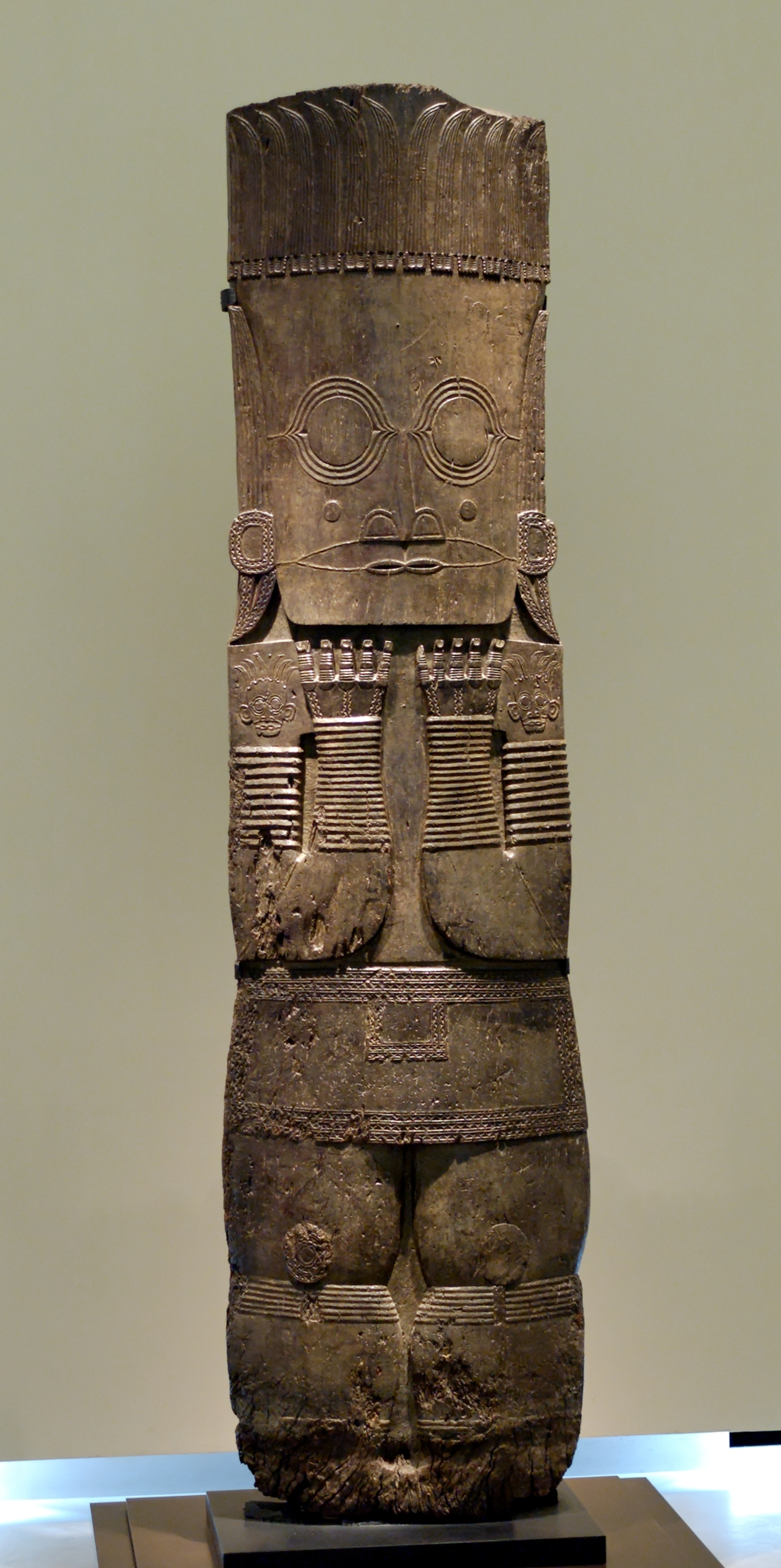
Bas-relief Paiwan. Ardoise, H. 2,50 m, début XXe siècle. Découvert à Lai-Yi, région de Pindong, Sud-ouest Taïwan. Louvre, Pavillon des Sessions
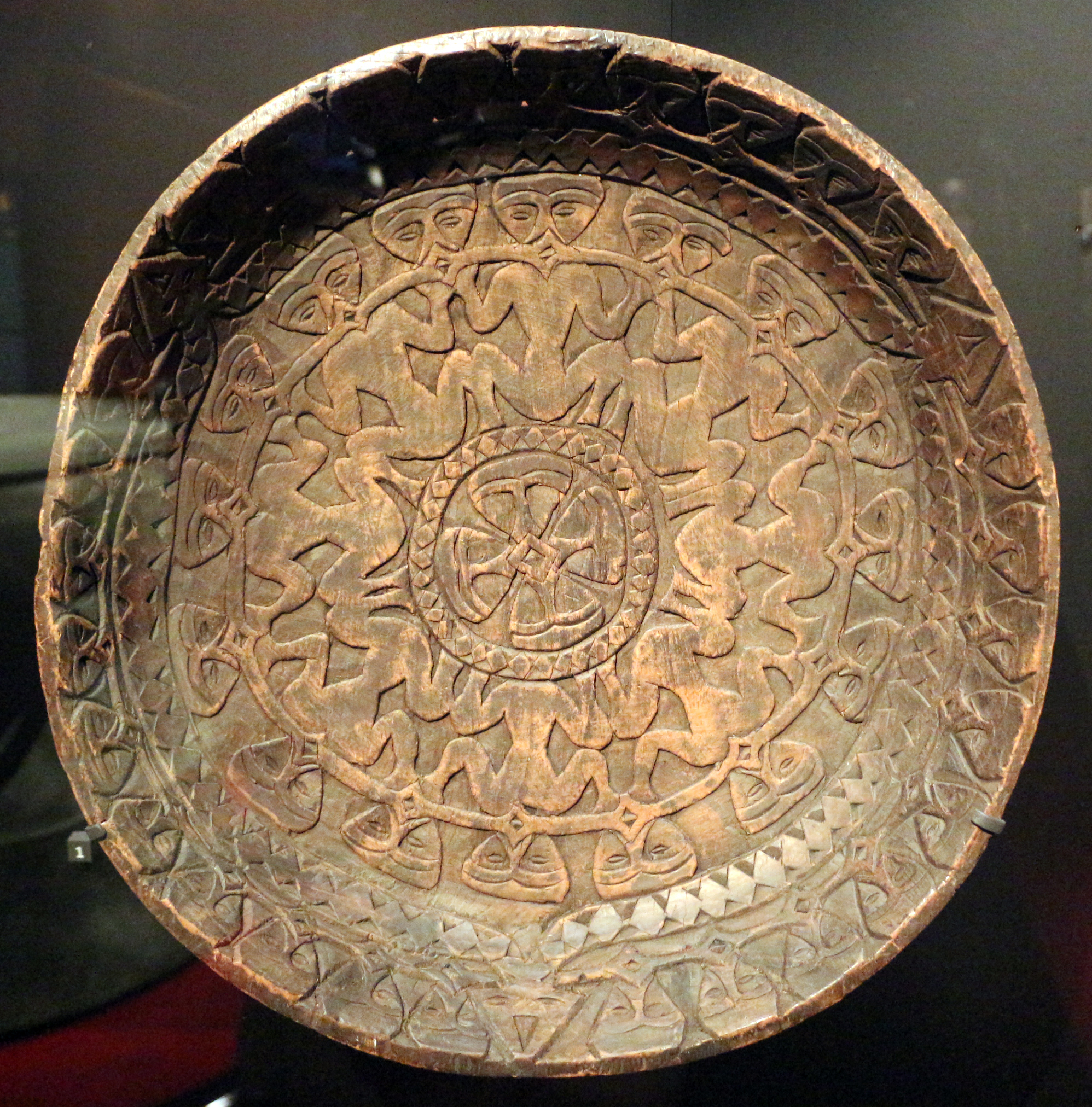
Plat rituel des Paiwan. Bois, 1900-1950. Louvre, Pavillon des Sessions
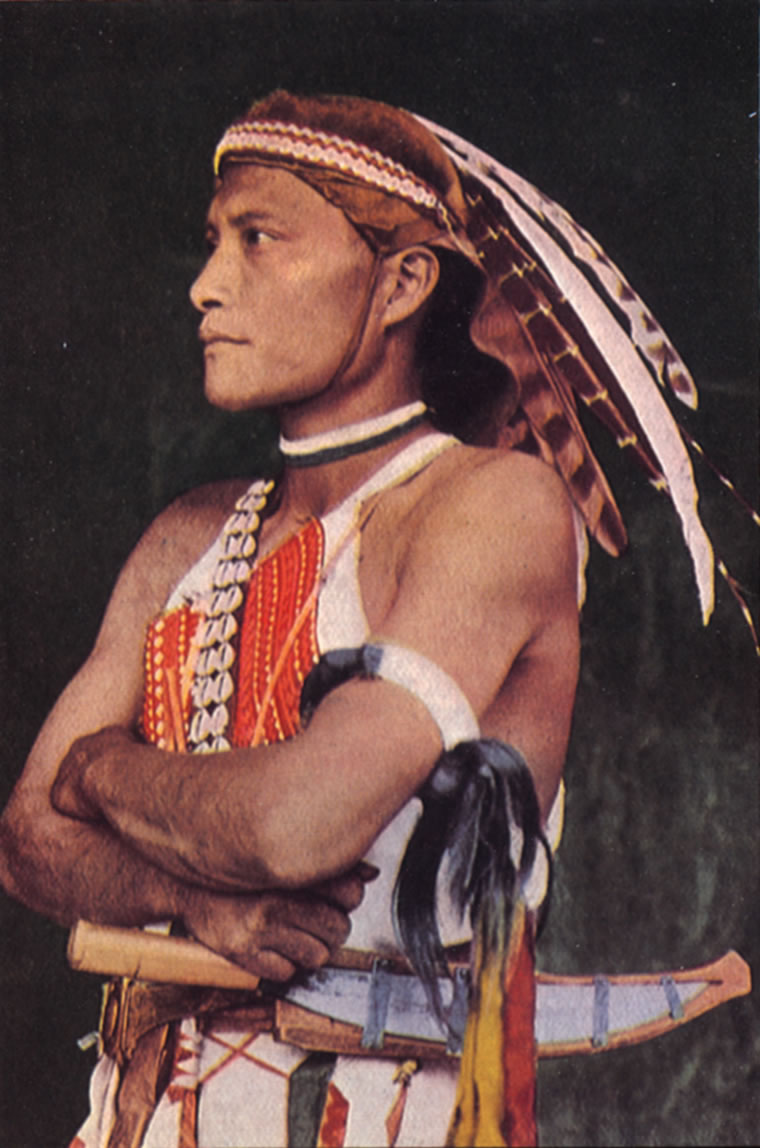
Jeune aborigène Tsou[57], de langue austronésienne. Photographie d'avant 1945
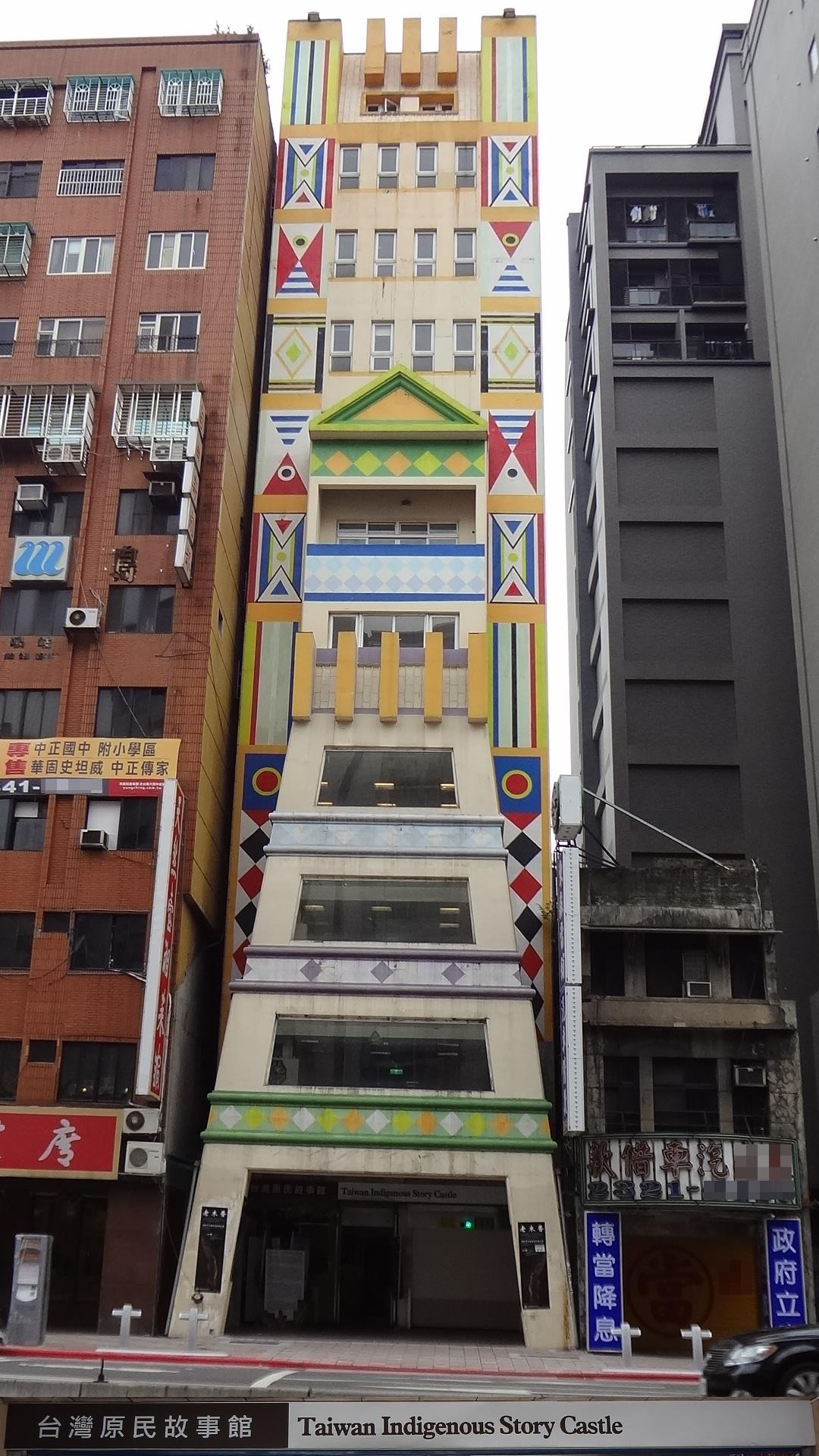
Palais de l'histoire et des cultures des peuples indigènes de Taïwan (centre d'études linguistiques). Taipei, 2014

Actuellementn16 populations autochtones sont officiellement reconnues, avec les tribus Amis, Atayal, Paiwan, Bunun, Pinuyumayan (Puyuma), Rukai, Tsou (Cou), Saisiyat, Yami (Da'o), Thao, Kavalan, Truku, Sakizaya, Sediq, Hla'akua et Kanakanavu. Certaines productions traditionnelles sont valorisées, comme leur céramique, assimilée à de la céramique « néolithique ».